# Clytemnestra (Samuel)
Clytemnestra est une œuvre de Rhian Samuel jouée pour la première fois en 1994. 

## Contexte
Clytemenestra est une œuvre pour orchestre et soprano commandée par l'Orchestre national de la BBC du Pays de Galles composée par Rhian Samuel,,.  
L'Orchestre national de la BBC du Pays de Galles organise la première performance en novembre 1994 sous la direction de Tadaaki Otaka avec Della Jones en solo,. 
La pièce est un opéra miniature en sept mouvements. Dans cette œuvre Rhian Samuel pose la question de savoir si on peut justifier le meurtre commis par une femme quand cette dernière est face à une situation intolérable, en l'occurrence le meurtre de son enfant.

## Analyse
L'histoire est issue d'une tragédie grecque[Laquelle ?], évoquant l'histoire de la reine Clytemnestre lors de la guerre de Troie. Agamemnon, roi de Mycènes sacrifie leur fille Iphigénie pour s'attirer la faveur des dieux avant la guerre de Troie, et Clytemnestre le tue ensuite afin de venger sa fille,.

### I – The Chain of Flame
Ce mouvement met en scène l'annonce du retour d'Agamemnon dans une atmosphère tragique. Le drame de ce tableau est rendue par les stridulations du piccolo, les vents jouant des « sonneries polytonales » tandis que les percussions, les basses et des violoncelles forment un tapis en fond.

### II – Lament for His Absence
Dans le deuxième mouvement apparait Clytemnestre, pleurant encore sa fille, mais attendant néanmoins le retour d'Agamemnon. L'atmosphère est plus apaisée que dans le premier. Les cordes sont présentes, apportant un ton lyrique. Dans les dernières mesures, l'orchestration montre une diversité de couleurs qui s'exprime subtilement.

### III – Agamemnon's Return
Le troisième mouvement met en scène les bois, les cuivres et les percussions pour annoncer l’arrivée d’Agamemnon. Clytemnestre se révolte intérieurement mais doit faire bonne figure. Le quatuor à cordes accompagne les préparatifs de l'arrivée. Le mouvement progresse vers le meurtre imminent d'Agamemnon.

### IV – The Deed
Le meurtre d’Agamemnon survient dans le quatrième mouvement et intervient sur un fond entièrement instrumental. L'assassinat prend la forme d'un dialogue entre la guitare basse, qui pourrait représenter Agamemnon, et le reste de l'orchestre tumultueux, qui prend rapidement le dessus. 

### V – Confession
Dans le cinquième mouvement, Clytemnestre se remémore sa vie passée avec son époux, la mort de sa fille, puis le meurtre d'Agamemnon. Un cor anglais puis un hautbois semblent dialoguer avec la voix de la maricide. Son crime est ensuite invoqué en ces mots : 
« His blood spattered me like dew / I gloried in it as fields in springtime glory in the rain ».
Un trille de la flûte rappelle son utilisation comme motif de réminiscence par Richard Strauss pour signifier le désir et la mort. Une utilisation du sprechgesang est faite, ainsi qu'une répétition de certains termes comme «Yes, this is my work and I claim it ».

### VI – Defiance
Le sixième mouvement présente une Clytemnestre revendicatrice, soutenue par les clarinettes. Elle maintient son acte face aux anciens de Mycènes qui sont trop lâche pour faire face au roi infanticide. 

### VII – Epilogue. Dirge
Le septième et dernier mouvement présente un orchestre sombre et dense. Paradoxalement, il met en exergue la vulnérabilité de Clytemnestre.

## Discographie
- Clytemnestra, Ruby Hughes (soprano), BBC National Orchestra of Wales, Jac van Steen (direction), BIS, BIS2408, Jan 2020[5].